# Maria Zakhàrova
Maria Vladímirovna Zakhàrova, rus: Мари́я Влади́мировна Заха́рова (Moscou, 24 de desembre de 1975), és una diplomàtica i periodista russa directora del Departament d'Informació i Premsa del Ministeri d'Afers Exteriors de Rússia des del 10 d'agost de 2015. És graduada en ciències històriques.
Maria Zakhàrova va néixer en el si d'una família de diplomàtics i va passar la seva infància a Pequín, on treballaven la seva mare i el seu pare. El 1998 es va graduar a la Facultat de Periodisme Internacional del MGIMO en el camp de l'orientalisme i el periodisme. Les pràctiques les va dur a terme a l'ambaixada russa a Pequín.
De 2003 a 2005 va ser la cap del Departament d'Informació i Premsa del ministeri d'Afers Exteriors. De 2005 a 2008, va ser la secretària de premsa de la Missió Permanent de la Federació de Rússia davant les Nacions Unides a Nova York. De 2008 a 2011, va ser de nou la cap del Departament d'Informació i Premsa del Ministeri d'Afers Exteriors de Rússia.
A partir del 2011 i fins al 10 d'agost de 2015, Zakhàrova va ser la directora adjunta del Departament d'Informació i Premsa del Ministeri d'Afers Exteriors de Rússia. Les seves funcions incloïen organitzar i realitzar informes de la portaveu del ministeri, organitzar la feina dels comptes oficials a les xarxes socials i ajudar en la informació de les visites a l'estranger del ministre d'Afers Exteriors.
Maria Zakhàrova és coneguda per la seva participació en programes d'entrevistes polítiques de la televisió russa i pels seus comentaris sobre qüestions polítiques a les xarxes socials.
El 10 d'agost de 2015 Zakhàrova va ser nomenada directora del Departament d'Informació i Premsa, i es va convertir en la primera dona a ocupar aquest càrrec departamental.